# Petřín-uitkijktoren
De Petřín-uitkijktoren (Tsjechisch: Petřínská rozhledna) is een 60 meter hoge stalen constructie in de Praagse wijk Malá Strana, welke veel op de Eiffeltoren lijkt. Hoewel de toren veel korter is dan de Eiffeltoren zijn de toppen op vrijwel dezelfde hoogte omdat de toren boven op de heuvel Petřín staat.
De toren werd gebouwd in 1891 en werd in eerste instantie gebruikt als observatietoren en zendmast. De uitkijktoren is een toeristische attractie van Praag. Vlak bij de toren staat het spiegelpaleis (Bludištì).
Op de onderste verdieping van de toren is een museum over de fictieve persoon Jára Cimrman ingericht.
De uitkijktoren is vanuit de lagergelegen binnenstad te bereiken met de kabelspoorweg van Petřín.